# Calastacus mexicanus
Calastacus mexicanus är en kräftdjursart som beskrevs av Brian Frederick Kensley 1996. Calastacus mexicanus ingår i släktet Calastacus och familjen Calocarididae. Inga underarter finns listade i Catalogue of Life.